# Andrew Birkin
Andrew Timothy Birkin (Chelsea, 9 dicembre 1945) è un regista e sceneggiatore britannico.
Nel 1993 ha vinto l'Orso d'argento per il miglior regista per il film Il giardino di cemento. Il suo cortometraggio Sredni Vashtar è stato candidato all'Oscar al miglior cortometraggio.

## Filmografia

### Cinema

#### Regista
- Sredni Vashtar - cortometraggio (1981)
- Bruciante segreto (Burning Secret) (1988)
- Il sale sulla pelle (Salt on Our Skin) (1992)
- Il giardino di cemento (The Cement Garden) (1993)

#### Sceneggiatore
- Il pifferaio di Hamelin (The Pied Piper), regia di Jacques Demy (1972)
- Flame, regia di Richard Loncraine (1975)
- Sredni Vashtar, regia di Andrew Birkin - cortometraggio (1981)
- Conflitto finale (The Final Conflict), regia di Graham Baker (1981)
- King David, regia di Bruce Beresford (1985)
- Il nome della rosa (Der Name der Rose), regia di Jean-Jacques Annaud (1986)
- Bruciante segreto (Burning Secret), regia di Andrew Birkin (1988)
- Il sale sulla pelle (Salt on Our Skin), regia di Andrew Birkin (1992)
- Il giardino di cemento (The Cement Garden), regia di Andrew Birkin (1993)
- Giovanna d'Arco (The Messenger: The Story of Joan of Arc), regia di Luc Besson (1999)
- Profumo - Storia di un assassino (Perfume: The Story of a Murderer), regia di Tom Tykwer (2006)
- Le avventure di Jim Bottone (Jim Knopf und Lukas der Lokomotivführer) (2018)

### Televisione

#### Sceneggiatore
- Peter Pan, regia di Dwight Hemion - film TV (1976)
- The Lost Boys - serie TV (1978)
- Il ladro di Bagdad (The Thief of Baghdad), regia di Clive Donner - film TV (1978)
- Good Ideas of the 20th Century - serie TV, un episodio (1994)
- Peter Pan, ou le petit garçon qui haïssait les mères, regia di Louise Narboni - film TV (2010)